# 茲布魯奇夫卡
49°39′3″N 26°16′14″E / 49.65083°N 26.27056°E
茲布魯奇夫卡（烏克蘭語：Збручівка）是位於烏克蘭西部的村莊，由赫梅利尼茨基州裡赫梅利尼茨基區的沃洛奇斯克市鎮負責管轄。該村面積0.38平方公里，海拔高度291米，2001年人口44，人口密度每平方公里116.4人。